# Separaspis capensis
Separaspis capensis är en insektsart som först beskrevs av Walker 1852.  Separaspis capensis ingår i släktet Separaspis och familjen pansarsköldlöss. Inga underarter finns listade i Catalogue of Life.